# Microcharon nuragicus
Microcharon nuragicus is een pissebed uit de familie Lepidocharontidae. De wetenschappelijke naam van de soort is voor het eerst geldig gepubliceerd in 1988 door Pesce & Galassi.